# Rosenda Monteros
Rosenda Monteros (31. kolovoza 1935. — 29. prosinca 2018.) bila je meksička glumica, rođena u Veracruzu kao Rosa Méndez Leza. Njezin je muž bio redatelj Julio Bracho.

## Filmografija
- Llévame en tus brazos — Marta, Ritina sestra
- Nazarín (film) — Prieta
- El esqueleto de la señora Morales
- Sedmorica veličanstvenih — Petra
- Tiara Tahiti — Annie
- Pampa salvaje — Rucu
- ¡Dame un poco de amooor...!
- Valería
- Lucía Sombra — Matilde
- El coleccionista de cadáveres — Valerie
- Rapiña
- La casa de Bernarda Alba (film)
- Cuando los hijos se van (telenovela) — Elvira
- El amor no es como lo pintan — María Elena Ramírez